# Florian Rychlicki
Florian Rychlicki (ur. 11 lutego 1910 w Poznaniu, zm. 20 czerwca 1988 tamże) – polski architekt.

## Życiorys
Ukończył studia na Wydziale Architektury Politechniki Gdańskiej (Technische Hochschule Danzig). W latach 1939–1945 pracował Biurze Projektów Budowlanych DWM (Deutsche Waffen und Munitionsfabrik, okupacyjna nazwa HCP). W 1945 z jego inicjatywy powstało Biuro Odbudowy Gmachów Uniwersyteckich w Poznaniu. Od 1945 do 1975 (emerytura) zatrudniony był w poznańskim Miastoprojekcie. W 1954 został kierownikiem Pracowni Staromiejskiej. Uczestniczył też intensywnie w procesie budowy poznańskich szkół. Został pochowany na Cmentarzu Junikowo w Poznaniu.

## Dzieła
Dzieła:

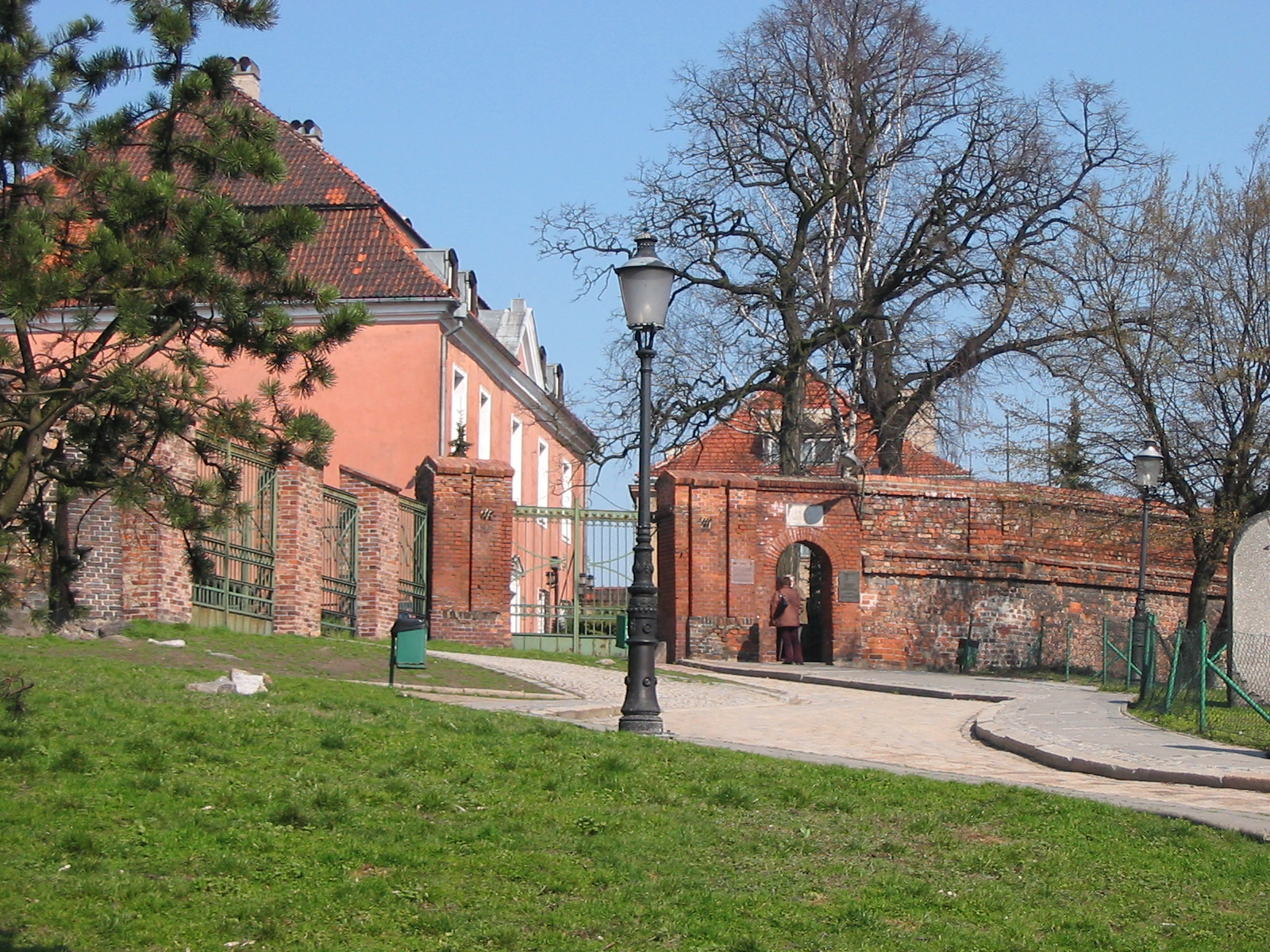
Pawilon Raczyńskiego

- część zabudowań przemysłowych HCP,
- obiekty przemysłowe na terenie zakładów Centra (fabryka akumulatorów),
- Pawilon Raczyńskiego na Górze Przemysława (wespół z W. Jezierskim, 1958),
- kamienice na Starym Rynku (jako członek zespołu),
- Akademia Rolnicza w Poznaniu - budynek Wydziału Fizjologii Roślin i Chemii Rolnej (wespół z Bohdanem Cybulskim),
- szkoły podstawowe w Poznaniu[2].